# Cumbre belli
Cumbre belli är en fjärilsart som beskrevs av Hayward 1939. Cumbre belli ingår i släktet Cumbre och familjen tjockhuvuden. Inga underarter finns listade i Catalogue of Life.